# Rhododendron japonoheptamerum
Rhododendron japonoheptamerum är en ljungväxtart som beskrevs av S. Kitamura. Rhododendron japonoheptamerum ingår i släktet rododendron, och familjen ljungväxter.

## Underarter
Arten delas in i följande underarter:
- R. j. albiflorum
- R. j. leucanthum
- R. j. hondoense
- R. j. kyomaruense
- R. j. okiense